# Quint Cassi Longí (llegat)
Quint Cassi Longí (en llatí Quintus Cassius Longinus) va ser un magistrat i militar romà. Se l'esmenta únicament com Quint Cassi, però probablement era fill de Quint Cassi Longi (Quintus Cassius Longinus) del que va ser llegat el 48 aC a Hispània. Formava part de la gens Càssia i era segurament de la família dels Cassi Longí.
Probablement és el mateix Quint Cassi que va rebre el govern d'Hispània de Marc Antoni el 44 aC.